# Miscanthidium
Miscanthidium es un género de plantas herbáceas perteneciente a la familia de las poáceas. Es originario de las regiones tropicales del sur de África.
Algunos autores lo incluyen en el género Miscanthus.

## Especies
- Miscanthidium antsirabense
- Miscanthidium capense
- Miscanthidium erectum
- Miscanthidium flavescens
- Miscanthidium flucescens